# 빌 스티븐슨
빌 스티븐슨(Bill Stevenson, 1963년 9월 10일 ~ )은 미국의 드럼 연주자, 음악가, 배우, 음악 프로듀서, 리코딩 엔지니어, 작곡가, 영화배우, 기타 연주자이다.

## 영화
- 웨스트 윙 시즌1 (1999년)
- 아웃브레이크 (1995년)
- 라스트 시덕션 (1994년)
- 스텝 바이 스텝 (1991년)
- 금지된 사랑 (1989년)
- 유령 마을 (1989년)
- 하몬드가의 비밀 (1987년)